# Hespérie de la malope
Pyrgus onopordi
Espèce
L’Hespérie de la malope ou Vergeté (Pyrgus onopordi) est une espèce de lépidoptères (papillons) de la famille des Hesperiidae, de la sous-famille des Pyrginae et du genre Pyrgus.

## Taxonomie
Pyrgus onopordi a été décrit par Pierre Rambur en 1839 sous le nom d'Hesperia onopordi.

### Noms vernaculaires
L'Hespérie de la malope ou Vergeté se nomme Rosy Grizzled Skipper en anglais et Ajedrezada Bigornia en espagnol,.

## Description
L'Hespérie de la malope est un petit papillon d'une envergure de 22 mm à 28 mm, d'une couleur variant du kaki au marron, avec une frange blanche entrecoupée, avec aux antérieures une ornementation de taches blanches très marquées et aux postérieures des taches claires.
Le revers est plus clair verdâtre taché de blanc avec  aux postérieures une tache blanche en enclume caractéristique.

## Biologie

### Période de vol et hivernation
L'Hespérie de la malope vole en deux à trois générations entre avril et octobre.

### Plantes hôtes
Les plantes hôtes de sa chenille sont Malope malacoides  et Malva neglecta,.

## Écologie et distribution
L'Hespérie de la malope est présente en Afrique du Nord (Algérie et Maroc) dans le sud-ouest de l'Europe au Portugal, en Espagne, France et Italie,.
En France métropolitaine elle est présente dans les Pyrénées-Orientales et tous les départements du sud-est.

### Biotope
L'Hespérie de la malope réside dans les prairies fleuries.

### Protection
Pas de statut de protection particulier.